# Hondo (1953.)
Hondo, američki vestern iz 1953. godine. Po ovom filmu je 1967. snimljena istoimena televizijska serija Hondo.

## Sažetak
Na indijanskoj teritoriji živi Angie Lowe sa sinom i suprugom. Žive u uvjerenju da nema opasnosti za njih od Apača. Na njih naiđe izviđač Hondo Lane. Jedna svađa rezultira ubojstvom iz čega se stvari zapleću, osobito nakon što Apači uzmu zarobljenike.

## Vanjske poveznice
- Hondo u internetskoj bazi filmova IMDb-a
- Hondo AllMovie
- Hondo TCM Movie Database
- Hondo American Film Institute Catalog